# Уральська ГТЕС
51°16′23″ пн. ш. 51°28′59″ сх. д. / 51.27306° пн. ш. 51.48306° сх. д.
Уральська ГТЕС — газотурбінна теплоелектростанція на заході Казахстану.
В 2011 році на майданчику станції ввели в дію три газові турбіни потужністю по 18 МВт. Відпрацьовані ними гази живлять водогрійні котли-утилізатори виробництва запорізького заводу «Південьтрансенерго», що здатні в сукупності виробляти 75 Гкал/год. При цьому фактична сукупна потужність станції рахується як 48 МВт та 60 Гкал/год. Паливна ефективність ТЕЦ досягає 90 %.
Як паливо використовують природний газ, що може надходити до регіону по трубопровідному коридору Оренбург — Новопсков/Союз та Карачаганак – Орал. Безпосередньо на майданчик ТЕС блакитне паливо подають по перемичці довжиною 4 км з діаметром 219 мм.
Видалення продуктів згоряння відбувається через димарі висотою по 22 метри.